# Manuel Portaceli
Manuel Portaceli Roig, né en 1942 à Valence (Espagne), est un architecte espagnol. Il est notamment connu pour sa restauration et réhabilitation du théâtre romain de Sagonte.

## Biographie
En 1970 il obtient le diplôme d'architecte à l'École technique supérieure d'architecture de Barcelone. Deux années plus tard il devient professeur d'Histoire de l'architecture à l'Université polytechnique de Valence.
Il obtient plusieurs bourses pour l'enseignement et la recherche à Milan et à New York. À partir de 1985 il publie des articles et des travaux dans des revues spécialisées et dans des livres. Il se distingue par ses projets de réhabilitation de bâtiments et monuments historiques, comme l'Almodí de Xàtiva, les Chantiers navals et le Musée des beaux-arts de Valence. Pourtant, son œuvre la plus emblématique, en part dû à la polémique qu'elle suscita, est le projet de réhabilitation du théâtre romain de Sagonte, mené à terme avec le architecte italien Giorgio Grassi.

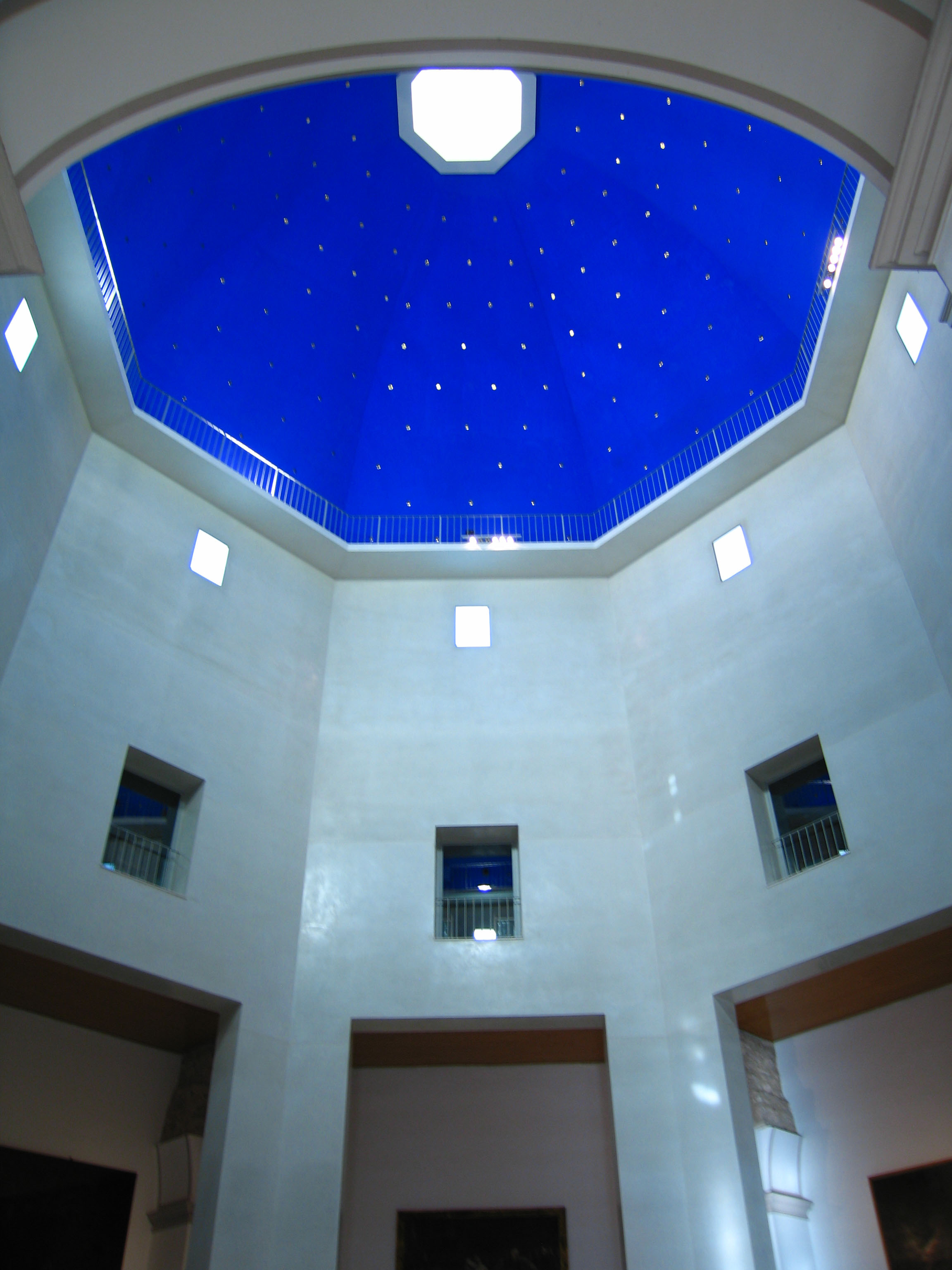
Coupole. Musée de beaux-arts de Valence

## Œuvre
Dans son œuvre on peut distinguer :
- Projets d'habitations, la plupart dans la Communauté valencienne, comme la Maison-étude Manolo Valdés, à Dénia.
- Bâtiments d'enseignement. Situés dans la province de Valence, comme l'École Gavina (Picanya), ou les salles des cours pour l'Université de Valence.
- Restaurations de bâtiments et de monuments historiques. C'est l'un des aspects les plus importants de l'œuvre de Portaceli. On peut citer les restaurations suivantes[5]:
  -  Almodí de Xàtiva (1983-1985)
  - Palais du Marquis de Campo (1985-1989), pour son utilisation comme Musée de la ville, à Valence.
  - Chantiers navals de Valence (1979-1993)
  - Musée de beaux-arts (1985-1996), et son élargissement.
  - Théâtre romain de Sagonte (1985-1993)
  - Palais de Benicarló (1988-1994), et son extension pour accueillir le siège du Parlement valencien.
  - Château fort de Sagonte (2002-2005)

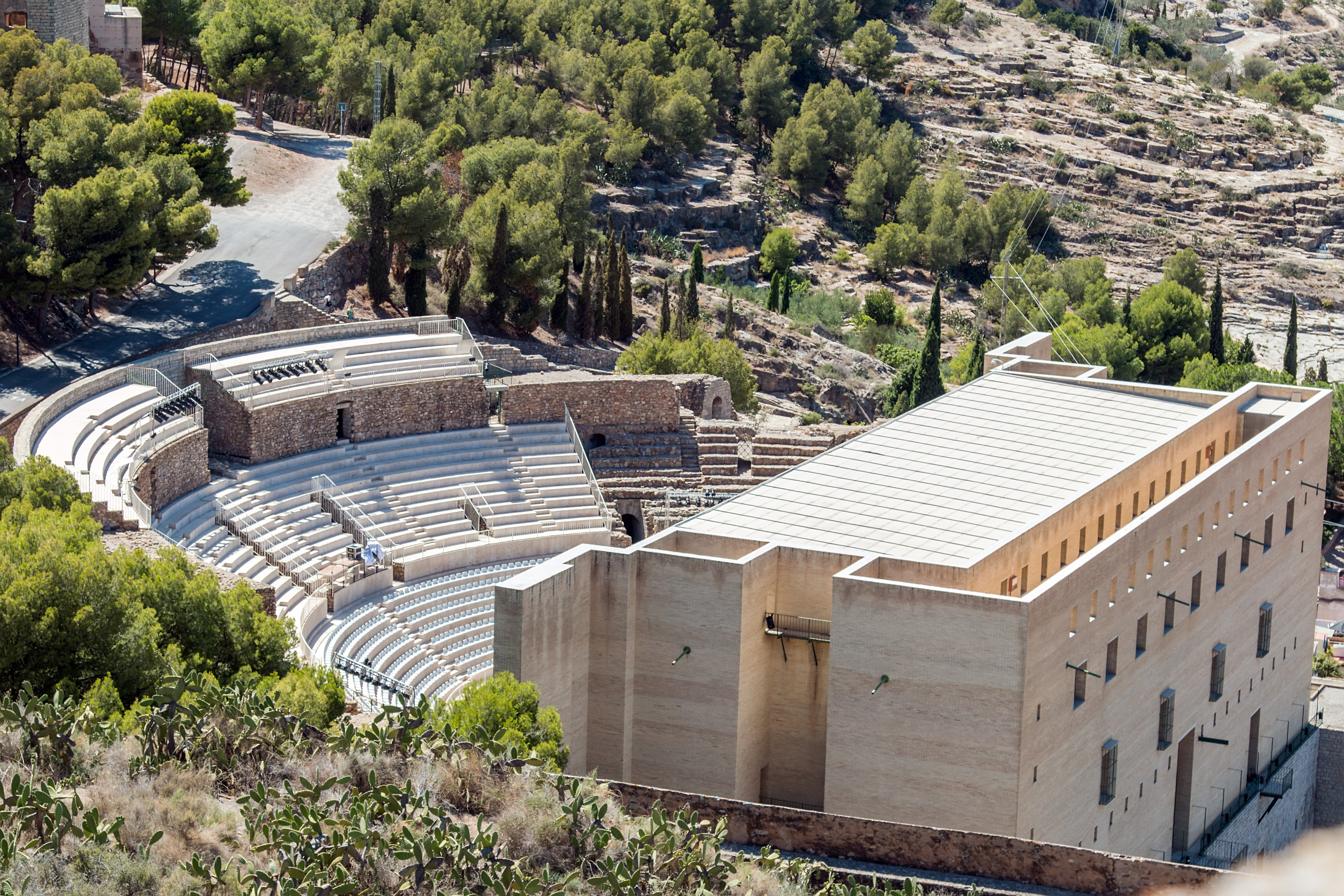
Théâtre romain de Sagonte (Valence, Espagne)

## Distinctions
- 1985 : Prix d'Architecture du Collège Officiel des Architectes de la Communauté valencienne (COACV), pour la réhabilitation de l'Almodí de Xàtiva (avec G. Grassi)[6]
- 1989 : Prix d'Architecture du Collège Officiel des Architectes de la Communauté valencienne, pour la réhabilitation du Palais du Marquis de Campo de Valence (avec J. J. Estellés Gorge)[7]
- 1994 : Prix Rehabitec '94 de l'Institut de Technologie de la Construction de Catalogne, pour la restauration des Chantiers navals  de Valence.
- 1994 : Premier prix Neues Museum de Berlin, pour sa restauration et articulation avec d'autres musées de Berlin (avec G. Grassi)[8]
- 1994 : Mention spéciale du prix Mies van der Rohe, pour la restauration et réhabilitation du théâtre romain de Sagonte (avec G. Grassi)[9]